# Liturgusa lichenalis
Liturgusa lichenalis es una especie de mantis de la familia Hymenopodidae.

## Distribución geográfica
Se encuentra en Perú.